# Despina Storch
Despina Storch née le 1er janvier 1895 à Constantinople, morte le 30 mars 1918 à Ellis Island est une espionne qui a travaillé pour le compte de l'Empire allemand et de l'Empire ottoman pendant la Première Guerre mondiale. Parmi les pseudonymes et les fausses identités qu'elle a utilisés, la littérature anglophone retient notamment ses surnoms de Cléopâtre, de Turkish Delight ou de Turkish Beauty.

## Biographie
Née à Constantinople, Despina épouse le français Paul Storch en 1912 alors qu'elle a 17 ans. Le couple divorce peu de temps après et Paul Storch est mobilisé en 1914.
Les autorités américaines suspectent Madame Storch d'espionnage en constatant qu'elle parcourt plusieurs capitales en changeant souvent son identité. « À Paris, par exemple, elle est connue en tant que Madame Nezie ; à Madrid et à Londres, comme Madame Hesketh ; à Rome, comme Madame Davidovitch ; à l'hôtel Biltmore de New York, comme Madame Despina, et à l'hôtel Shoreham de Washington, comme la baronne de Bellville. » Elle utilise cette dernière identité en accompagnant partout un Baron Henri de Beville (ou de Bellville) dans les derniers mois précédant son arrestation,.
Despina Storch était une invitée récurrente de soirées en raison de sa beauté remarquable, de sa connaissance du français et de ses talents de danseuse. Elle parvient sans difficultés à créer des relations avec des officiers et des ambassadeurs des puissances alliées .
À Madrid, Despina Stroch et le baron sont compromis alors qu'ils contactent des agents allemands. Ils quittent subitement l'Espagne pour La Havane, et s'installent aux États-Unis accompagnés d'une Allemande, Elizabeth Charlotte Nix, et d'un homme se présentant comme un comte français nommé Robert de Clarmont,. Les quatre sont considérés comme suspects dès leur arrivée sur le continent américain par le département de la Justice des États-Unis - qui les laisse libres dans un premier temps - en raison de leur train de vie : Despina Storch dépense 1 000 dollars par mois pour sa suite d'hôtel, Mme Nix reçoit un revenu inexpliqué de 3 000 dollars d'un certain comte Bernstorff. Dans un premier temps, Despina Stroch, qualifiée de « Turkish beauty », ne se sachant pas surveillée, poursuit sa « vie de papillon » et collectionne les admirateurs  .
Les autorités saisissent un coffre-fort détenu par Madame Storch dans une banque new-yorkaise, il contient une abondante correspondance avec diverses personnalités de par le monde, comportant certaines lettres chiffrées. 
Quand Despina Storch se sait surveillée, elle tente d'expédier ses malles à Panama, mais elles seront interceptés. Le baron et Storch réussissent à obtenir des passeports français et organisent une fuite vers Cuba. Ils seront arrêtés le 18 mars 1918 et envoyés à Ellis Island. Les autorités tentent d'identifier les flux d'argent mais ne pourront pas formellement prouver une activité d'espionnage. Finalement, les quatre seront expulsés du territoire américain après avoir été considérés comme « indésirables ».
Mme Nix, le baron et le comte survivent à la pneumonie qu'ils contractent en détention, mais pas Despina Storch qui en meurt le 30 mars 1918, à l'âge de 23 ans,. Les autorités retiennent une cause naturelle de la mort alors que quelques publications font mention d'un suicide réalisé par l'ingestion d'une capsule empoisonnée.
Son enterrement a lieu le 1er avril 1918, le New York Sun écrit :
« 
Un cercueil blanc finement sculpté contenant le corps de Madame Despina Davidovitch Storch, l'espionne présumée la plus romantique que l'Amérique ait connu jusqu'à présent, fut placé dans un caveau sur le versant est du cimetière de Mount Olivet, Maspeth, -Queens, hier soir. C'est le tomber de rideau d'une vie de vingt-trois ans qui connût plus de complots diplomatiques que l'héroïne populaire de fiction dépeinte par E. Phillips Oppenheim et par d'autres.
 »
Les funérailles sont organisées par un admirateur, le baron Henri de Beville, ses parents et un agent secret. Le New York Sun écrit : « Le baron, dont l'admiration pour la suspectée espionne turque l'a pris dans la toile de ses complots, pleura silencieusement et jeta un dernier regard sur le caveau quand il fut ramené à sa voiture. » Le service religieux est celui de l'Église grecque orthodoxe, bien qu'il n'ait jamais existé de preuve formelle quant à la religion de Despina Storch.
Le gouvernement des États-Unis reconnaît par la suite la non-implication du baron de Beville et sa loyauté envers la France, sur le témoignage de ses parents, qu'ils décrivent comme « une innocente victime » dont l'implication n'a d'autres causes que « sa dévotion pour Madame Storch ». Les autorités alliées considèrent après la mort de la principale suspecte que l'affaire ne sera jamais élucidée, bien que le New York Times fasse part d'ultimes confessions.